# The Ever Popular Tortured Artist Effect
Albums de Todd Rundgren
Healing
(1981) A Cappella
(1985)
The Ever Popular Tortured Artist Effect est le dixième album studio de Todd Rundgren, sorti en 1983, et son dernier pour Bearsville Records.

## Titres
Toutes les chansons sont écrites et composées par Todd Rundgren, sauf mention contraire.
| 1. | Hideaway               | 5:00 |
| 2. | Influenza              | 4:31 |
| 3. | Don't Hurt Yourself    | 3:45 |
| 4. | There Goes Your Baybay | 3:54 |

| 1. | Tin Soldier (reprise des Small Faces) | Ronnie Lane, Steve Marriott | 3:13 |
| 2. | Emperor of the Highway                |                             | 1:41 |
| 3. | Bang the Drum All Day                 |                             | 3:39 |
| 4. | Drive                                 |                             | 5:29 |
| 5. | Chant                                 |                             | 4:23 |

## Musiciens
- Todd Rundgren : chant, instruments, arrangements